# Lepthyphantes ligulifer
Lepthyphantes ligulifer là một loài nhện trong họ Linyphiidae.
Loài này thuộc chi Lepthyphantes. Lepthyphantes ligulifer được J. Denis miêu tả năm 1952.